# Vidiná
Vidiná (in ungherese Videfalva) è un comune della Slovacchia facente parte del distretto di Lučenec, nella regione di Banská Bystrica.